# 卡蘇頓和沃靈頓 (英國國會選區)

選區在大倫敦的位置

卡蘇頓和沃靈頓（英語：Carshalton and Wallington），英國國會一自治市選區，包括大倫敦南部薩頓區東部的九個地方選區。
始設於1983年。1997年前當區議員為保守黨的奈傑爾·福曼，但此後至今的當區議員為自民黨籍的湯姆·布雷克。他在2010年大選中，以48.3%選票連任。2019年，埃利奧特·科爾本替保守黨重奪議席。